# Revista Información Científica
Revista Información Científica es una publicación periódica de  acceso abierto, que emplea el sistema de publicación continua. Es el órgano oficial de comunicación científica de la Universidad de Ciencias Médicas de Guantánamo, República de Cuba y pertenece a la Editorial Ciencias Médicas; está dedicada a diferentes temas de las ciencias de la salud.
Está dirigida a todos los investigadores de la salud o vinculados a este sector (filósofos, psicólogos, pedagogos, historiadores) tanto del país como del extranjero con necesidad de comunicar los resultados de sus investigaciones, cooperar, intercambiar y gestionar información científica de salud.
En el semestre enero – junio de 1991 (Año 1) se publicó en formato impreso la primera Revista Información Científica como continuación del Boletín Información Científica (1982-1987).  Fue publicada en enero de 1994 en formato ASCII y, ya el 10 de abril de 1997 y en formato PDF, fue inscrita con el ISSN 1028–9933 y registrada con el No. 1826 (hoy No. 2184) en el Registro Nacional de Publicaciones Seriadas.
Su edición y procesamiento actuales son desarrollados por el Centro Provincial de Información de Ciencias Médicas de Guantánamo y pertenece a la red de revistas científicas de INFOMED. La edición, revisión y publicación de las contribuciones se realizan sin aplicar cargos por procesamiento de artículos (APC, article processing charge). Se encuentra alojada en plataforma Open Journal System y es revisada por pares a doble ciegas con arbitraje externo.
Promueve la aplicación de normas internacionales o buenas prácticas establecidas, dictadas por: International Committee of Medical Journal Editors (ICMJE), Committee on Publication Ethics (COPE), Open Access Scholarly Publishers Association (OASPA), World Association of Medical Editors (WAME),  Sistema Internacional de Unidades (SI), Clasificación Internacional de Enfermedades, Denominación Común Internacional de los fármacos, identificador ORCID, Taxonomía CRediT y Descriptores en Ciencias de la Salud.
Entre sus directores, a lo largo de este período, se encuentran: el Dr. Jorge Baglán Favier (1991-1997); la MSc. María Inés Jiménez de Castro Morgado (1997-2010); el MSc. Ibrahim Ganem Prats† (2010-2013); la Dra.C. Anselma Betancourt Pulsan (2013-2016); el MSc. Oscar Soto Martínez (2016 - 2018); el Dr.C. Reinaldo Elias Sierra (2018 - 2020); el Dr.C. Rogelio Creagh Bandera (2020 - 2022); la Dra.C. Lidia Esther Lorié Sierra (2022 - 2024) y la actual Dra.C. Lourdes Cristina Falcón Torres.